# スローペース症候群
スローペース症候群（スローペースしょうこうぐん）とは、競馬、とりわけ日本の中央競馬の競走について、レースの序盤および中盤が遅いペースで推移し、終盤（上がり）のみ速くなる競走が多発する現象。しばしば批判的な意味で使われる。

## 要因
スローペース症候群と呼ばれる現象が発生する要因としては以下のものが挙げられている。

### 騎手
要因を騎手、具体的には、序盤・中盤に好位置で競走を進めようとする騎手が増えたことに求める見解がある。栗山求や阿部珠樹はその原因について、スローペース症候群という言葉が盛んに使用された1990年代の中央競馬のトップジョッキーであった岡部幸雄や武豊がそのようなレース運びをすることが多かったからだと指摘する。1997年にスローペースとなった東京優駿を優勝した元騎手の大西直宏は、同競走のペースがかつてよりもスローになった原因として、出走頭数が多いと馬群を捌ききれず前方への進出ができないことを恐れて序盤から前方で競走を進めようとするが、出走頭数が大幅に減少した結果、その必要がなくなり、むしろ序盤・中盤に下手に動くと勝機を失うようになったことを挙げている。

### 馬場
安福良直は要因として、馬場の改良が進み馬の走行がスムーズになった結果、騎手の意図するペースよりも速いペースで走り、騎手がそれを抑えようとする結果ペースがスローになるという仮説を唱えている。

### 競走馬の能力の向上
元騎手の坂井千明は馬場の改良が進んだことに加え競走馬の能力（瞬発力）が大幅に向上した結果、「中途半端に前に行っても差されるという意識が、騎手の中にある」と指摘し、スローペースの競走が増加したのは「騎手が勝つためにベストの選択をし」た結果であるとしている。

### 調教技術の向上
元騎手の小野次郎は、かつては他の馬を怖がる性格の競走馬は「何が何でも前へ」という競馬をしたが、競走馬を調教する技術が進み性格の矯正が可能になった結果そのような競走馬が減少したことを要因として挙げている。

## 反論
スローペースの競走を否定的にとらえることについては反論も出ている。
山田康文（ターファイトクラブ東京事務所長）は、「よい馬がいて、よい騎手が乗れば、絶対能力ギリギリの真剣勝負を見せてくれるのはむしろスローペースの競馬のはず」と述べている。日刊スポーツ記者の松田隆は、東京優駿について1992年以降のものとそれより前のものとを比較し、かつての競走を序盤の2ハロンだけが極端なハイペースでそれ以降はほぼ平均的なペースで推移し、終盤に入ると逃げ馬がバテる他は出走馬が同じような上がりで走り、先行馬が粘り勝ちする「切れ味という言葉とは無縁の消耗レース」と分析した上で、「果たしてそれを、迫力あるレースと呼んでいいのかどうか」と述べている。そして、序盤と中盤はスローに近いペースで推移するが上がり4ハロンからペースが速くなる競走の方が迫力があると評価している。
競馬評論家の大川慶次郎は、戦前から戦後にかけての競馬（公認競馬）ではスローペースの競走が多かったと指摘した上で、「スローペースが日本の競馬をダメにするというんだったら、とっくに日本の競馬なんかなくなってる」と述べている。